# Ciudad Altamirano
Ciudad Altamirano är en ort i Mexiko.   Den ligger i kommunen Pungarabato och delstaten Guerrero, i den södra delen av landet, 200 km sydväst om huvudstaden Mexico City. Ciudad Altamirano ligger 250 meter över havet och antalet invånare är 24 533.
Terrängen runt Ciudad Altamirano är kuperad åt nordväst, men åt sydost är den platt. Runt Ciudad Altamirano är det ganska glesbefolkat, med 34 invånare per kvadratkilometer. Ciudad Altamirano är det största samhället i trakten. Omgivningarna runt Ciudad Altamirano är en mosaik av jordbruksmark och naturlig växtlighet.